# Покровский монастырь (Харьков)
Покровский монастырь — православный мужской монастырь в историческом центре Харькова (ул. Университетская).
Основан в 1726 году Белгородским епископом Епифанием (Тихорским) на территории бывшей Харьковской крепости в связи с переносом в Харьков архиерейской школы (в 1731—1840 гг. — Харьковский Коллегиум). Название получил по присоединённому к монастырю синодальным указом от 1729 года бывшему приходскому храму Покрова Пресвятой Богородицы, в настоящее время являющемуся самым старым зданием города.

## Историко-архитектурные и краеведческие особенности
Покровский собор, возведённый в 1689 году, явил собой наиболее яркий пример храма трёхчастного типа — воспроизводящий общие формы украинского деревянного зодчества (трёхкамерный план, заломы, плоские паруса), одновременно унаследовал от архитектуры русских церквей — двухъярусность, арктуру нижнего этажа с галереей над ней, рисунок наличников. Первоначально собор имел отдельно стоящую колокольню, соединённую с основным объёмом храма галереей. Первый ярус колокольни был кирпичным, верхний ярус — деревянным со сложным барочным (или, возможно, шатровым) завершением. В первой половине XVIII века колокольня собора была реконструирована — вместо деревянного верхнего яруса, был достроен кирпичный. В то же время была построена и трапезная, объединившая собой собор и колокольню.
В основу архитектурной композиции Покровского собора положена схема трёхсрубной украинской деревянной церкви. Влияние русской архитектуры XVII века проявилось в большинстве деталей плана, способе кирпичной кладки, оформлении внешних украшений.
Место возведения храма выбрано там, где крепостная стена ближе всего подходила к обрыву, возвышающемуся над рекой Лопань… Местоположение колокольни собора, её крепкие каменные стены, длинные узкие окна-бойницы, свидетельствуют о том, что она была включена в систему оборонительных укреплений Харьковской крепости.
В 1843 г. в склепе Покровского собора был похоронен герой Отечественной войны 1812 года В. В. Орлов-Денисов.
Во время Великой Отечественной войны Покровский собор был повреждён, но впоследствии — восстановлен.
В годы Советской Власти — Покровский собор не утратил своего предназначения и всегда служил в качестве Православного монастыря. Он был официально (на государственном уровне) признан одним из наиболее ценных памятников украинской архитектуры XVII века и являет собой — наиболее древнее сохранившееся каменное здание Харькова.

## XVIII век
По состоянию на 1751 год насельниками монастыря были 11 иеромонахов, 4 иеродиакона и 10 монахов, часть которых преподавала в Коллегиуме, причём ректор Коллегиума (в сане игумена, позже — архимандрита) являлся также настоятелем монастыря. По примеру ректора Московской академии он носил знаки отличия, приближенные к архиерейским: мантию со скрижалями и панагию.
Программа Коллегиума основывалась на учебном плане Киевской академии, к которому со временем было добавлено изучение математики, истории, географии, французский, немецкий и итальянский. В 1768 году при Коллегиуме были открыты Прибавочные классы с преподаванием прикладных наук (геодезия, инженерное дело, артиллерия, позже — инструментальная музыка, танцы, рисунок, живопись и архитектура) для подготовки дворянских детей к государственной службы. Располагались они за пределами монастыря (на месте библиотеки им. В. Г. Короленко), в 1789 году были отделены от Коллегиума и объединены с Народным училищем в Главное слободско-украинское училище, после основания Харьковского университета переименованное в Слободско-украинскую гимназию.
В первые годы в Коллегиуме обучалось около 400 человек, со временем число учащихся возросло вдвое. Среди выпускников и преподавателей особое место занимает Григорий Сковорода (преподавал поэтику, древнегреческий язык и христианское добронравие), памятник которому в 1992 году был поставлен у монастырской стены со стороны Каскадного сквера. В Коллегиуме учились также М. Т. Каченовский, Я. В. Толмачёв, И. А. Двигубский, Н. И. Гнедич. Прибавочные классы окончил П. А. Ярославский.
В библиотеке монастыря и Коллегиума, первоначально располагавшейся на втором этаже надвратного монастырского здания, хранилось множество редких книг, включая Острожскую Библию 1581 года, Маргарит Иоанна Златоуста 1596 г, Октоихи Московской печати 1618, 1683 и др., Евангелие Московской печати 1636 г, требник Петра Могилы 1646 г, Апостол Львовской печати 1666 г и др. В монастырской ризнице также находилось много памятников церковной старины XVII—XVIII столетий.
В 1786—1788 гг. при проведении объявленной Манифестом от 26 февраля 1764 г. секуляризации церковных владений в казну были отобраны имения Покровского монастыря, в том числе 3076 десятин земли, 650 душ крестьян, мельницы, винокурни, скотные дворы, сады в губернии и в самом Харькове.

## XIX — начало XX века
После образования отдельной Слободско-Украинской епархии (указом императора Павла I от 16 октября 1799 года) на территории монастыря была открыта Духовная Консистория, а верхняя церковь Покровского храма до 1846 года служила кафедральным собором епархии. Нижняя (тёплая) церковь во имя Трёх Святителей, в XVII—XVIII столетиях служившая также усыпальницей знатных харьковчан, а в XIX — архиереев, некоторое время оставалась за Коллегиумом, который после создания в 1805 году Харьковского университета реорганизован в чисто духовное учебное заведение (в 1817 году включён в реестр духовных семинарий, с 1840 официально именуется семинарией и перенесен из монастыря в новое здание на Холодной горе — ныне ул. Семинарская, 46, бывший корпус Харьковского университета воздушных сил, сейчас — Харьковский апелляционный административный суд). При епископе Павле (Саббатовском) в 1818 году было построено новое каменное здание Коллегиума с домовой церковью, в 1820—1826 — новый Архиерейский дом, пристроенный к собору, также с небольшой домовой Крестовой церковью на втором этаже, и трапезная, объединившая храм с колокольней.
В 1846 году архиерейская кафедра была перенесена в Успенский собор вместе со всем штатом белого духовенства. К тому времени монастырь населяли всего 8 монахов. Необходимость совершать богослужения привела к увеличению числа иеромонахов и иеродиаконов, а также монастырской братии вообще. Согласно местной статистике, число монашествующих в Харькове доходило в шестидесятых годах до 52 человек, в семидесятых 40-55 человек, в восьмидесятых 60, в девяностых — 45—46, однако неизвестно, каков процент от этого числа приходится на братию Покровского монастыря.
В конце 1850-х годов усыпальница под нижним храмом монастыря, представлявшая до тех пор просто подвал, была расширена и превращена в церковь, названную так, как прежде называлась нижняя церковь, — Трёхсвятительской. Гробница почитаемого в народе архиепископа Мелетия (Леонтовича) († 1840, канонизирован в 1978 году), устроенная, в отличие от остальных, не в стене, а открыто, была украшена на пожертвования паломников. Пожар, случившийся в церкви в 1875 году уничтожил сень над гробницей, ступени и жестяной гроб, однако внутренний гроб с останками святителя остался цел, что усилило его почитание.

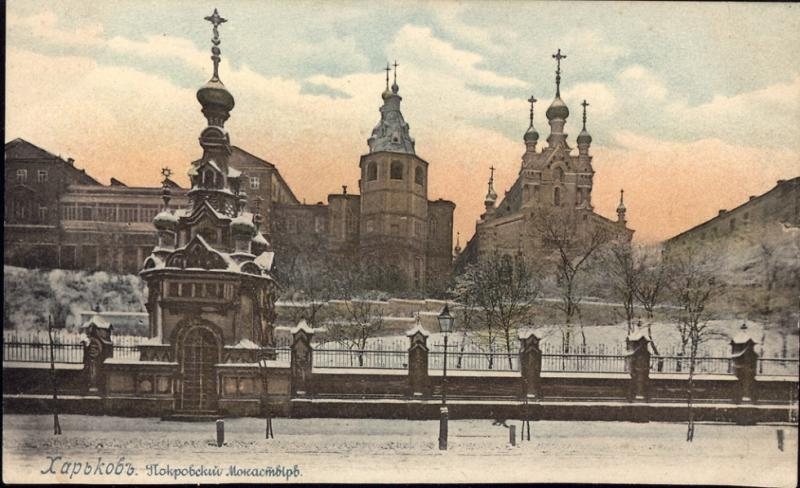
Вид на Покровский монастырь со стороны ул. Клочковской на открытке начала XX века

С 1844 года главной святыней монастыря стала Озерянская икона Божией Матери, ежегодно переносившаяся на зимние месяцы из Куряжского монастыря в Покровский. Первоначально она выставлялась в верхней Покровской церкви, где было устроено отопление горячим воздухом. Тесный храм, однако, не мог вместить всех желающих. В 1896 году была освящена Озерянская церковь, построенная по проекту епархиального архитектора В. Х. Немкина в редкой для православной архитектуры базиликальной форме, декорированной византийско-русскими мотивами и двенадцатью московскими главками-луковицами, эффектно контрастирующими с украинскими куполами Покровского собора. Массивное здание нового храма закрыло изящный силуэт Покровского собора со стороны Университетской горки, но вернуло монастырскому комплексу необходимую монументальность, утраченную с началом многоэтажной застройки города. Боковые приделы церкви были освящены в честь апостола и евангелиста Иоанна Богослова и вмч. Димитрия Солунского. Был также устроен нижний храм с усыпальницей, куда из закрывшейся Трёхсвятительской церкви перенесли прах архиепископа Мелетия.
Помимо Озерянской церкви В. Немкиным в монастыре были построены здание Консистории (ул. Университетская, 6, взамен снесённого прежнего, бывшего главного корпуса Харьковского Коллегиума), корпус келий с трапезной на месте старой Консистории, дом настоятеля с главными воротами (ул. Университетская, 8), не сохранившиеся нижние запасные ворота с часовней со стороны Клочковской улицы. По проекту преемника Немкина, архитектора В. Н. Покровского было перестроено принадлежащее монастырю торговое здание по Университетской, 10, сдававшееся Архиерейским управлением в аренду галантерейной фирме «Жирардовская мануфактура».

## Советские годы и настоящее время
После отступления с Добрармией 4-х харьковских владык (Харьковского и Ахтырского; Волчанского, Старобельского, Сумского) и наместника монастыря архимандрита Рафаила при отсутствии в городе епископа был избран в начале 1920 года братией монастыря на общем собрании новый наместник - иеромонах Палладий.
30 сентября 1922 года монастырь был закрыт "с выдворением братии в провинциальные монастыри, которые они пожелают избрать для своего места жительства."
После закрытия в зданиях монастыря были размещены сторонние организации. «Жирардовские мануфактуры» и Архиерейский дом служили корпусами Исторического музея (до войны — музеем Слободской Украины); Озерянская церковь, главы которой были снесены — городским архивом, корпус келий и трапезной — военкоматом Дзержинского района города.
В 1950-х годах произведена косметическая реставрация разрушавшегося Покровского собора. В 1960-х разработан проект реставрации храма в первоначальном виде — с галереей между церковью и колокольней. Для этого разобрали достроенные в XIX веке трапезную между церковью и колокольней и переходы к Архиерейскому дому и Озерянской церкви. Дальше, однако, дело не пошло, и храм простоял в лесах до самой перестройки.

Монастырь в 2012 году
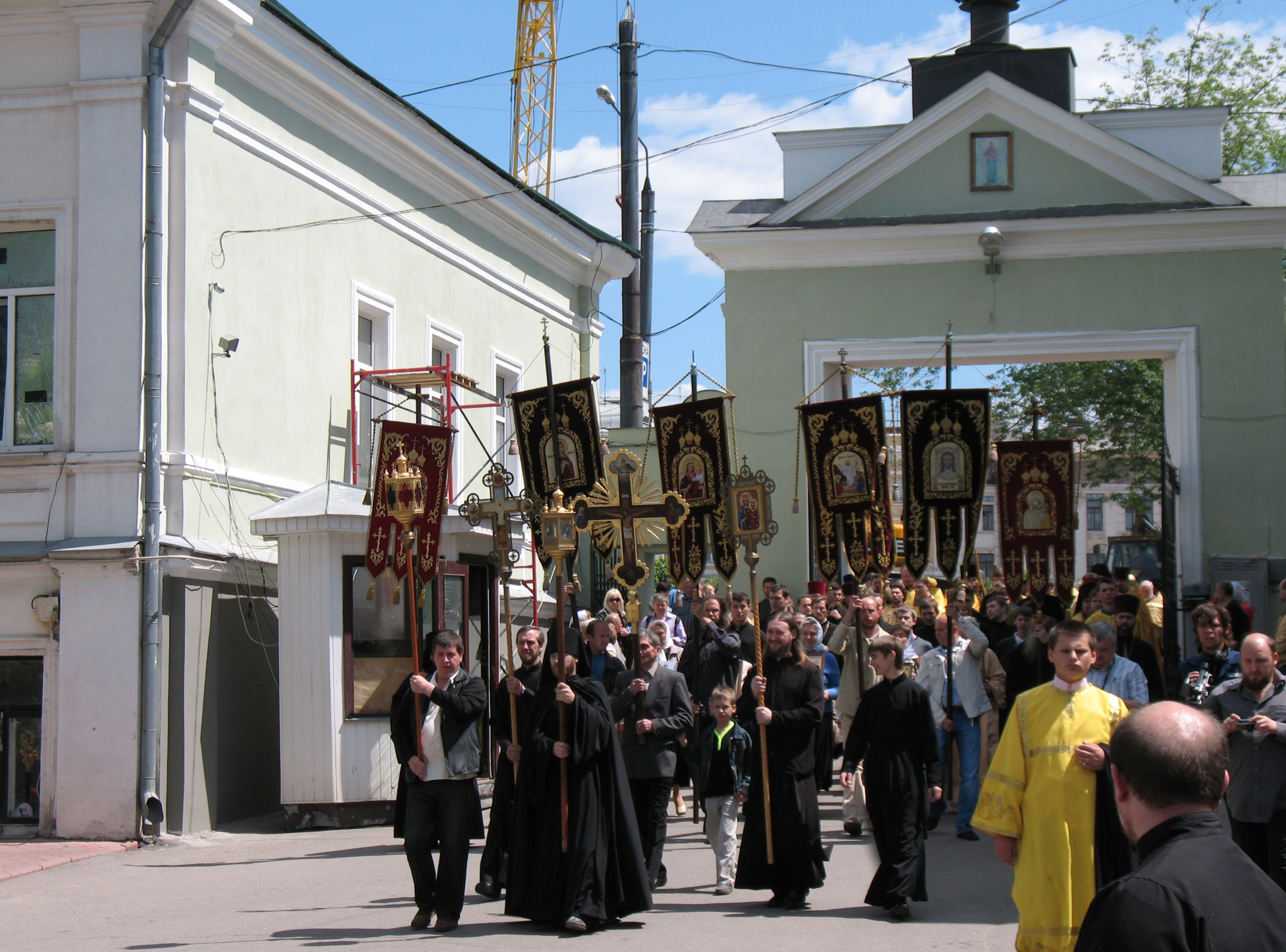
Крестный ход в честь Харьковского собора в монастыре.
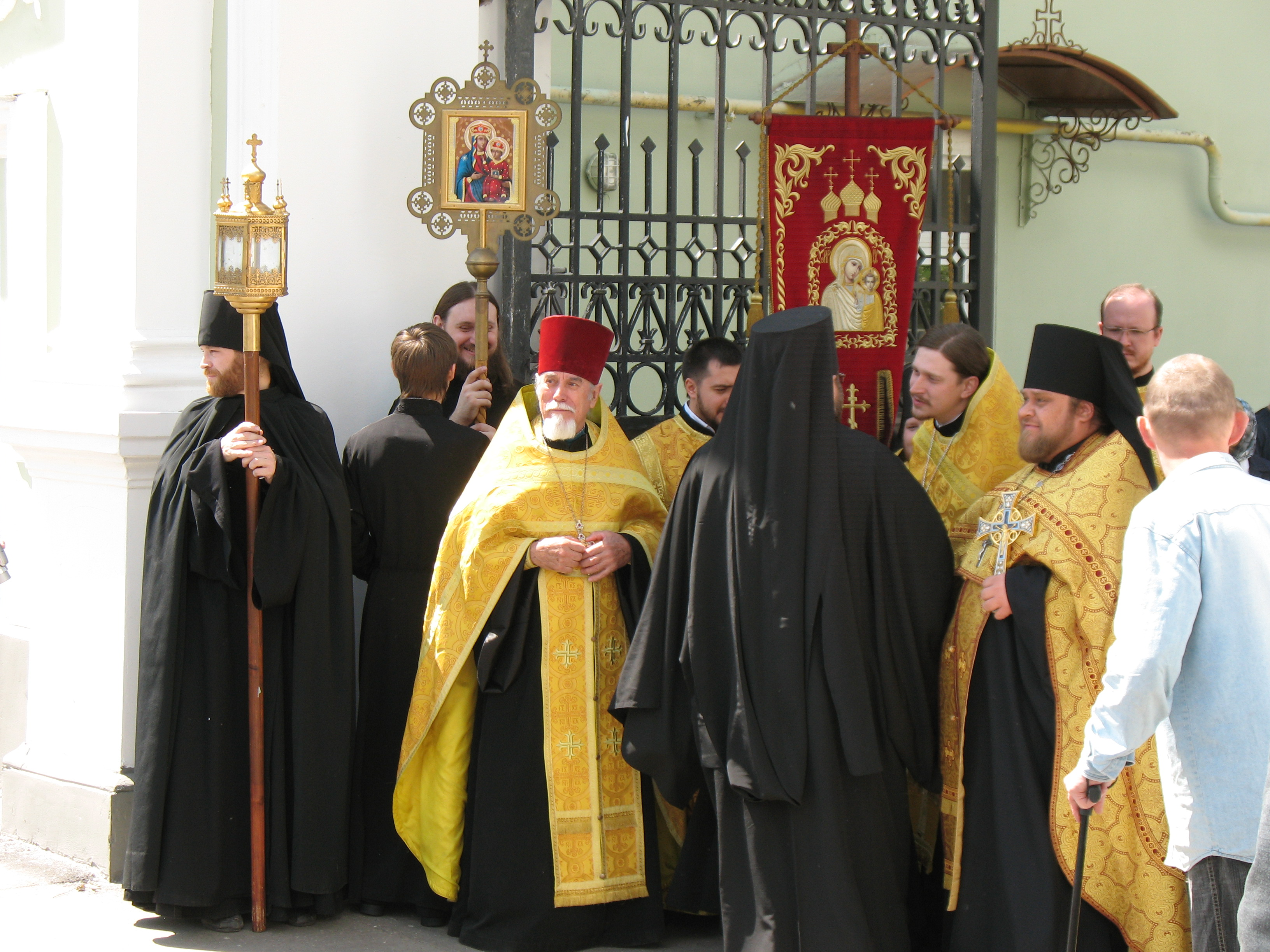
Монахи Покровского монастыря. На хоругвях две Озерянские иконы
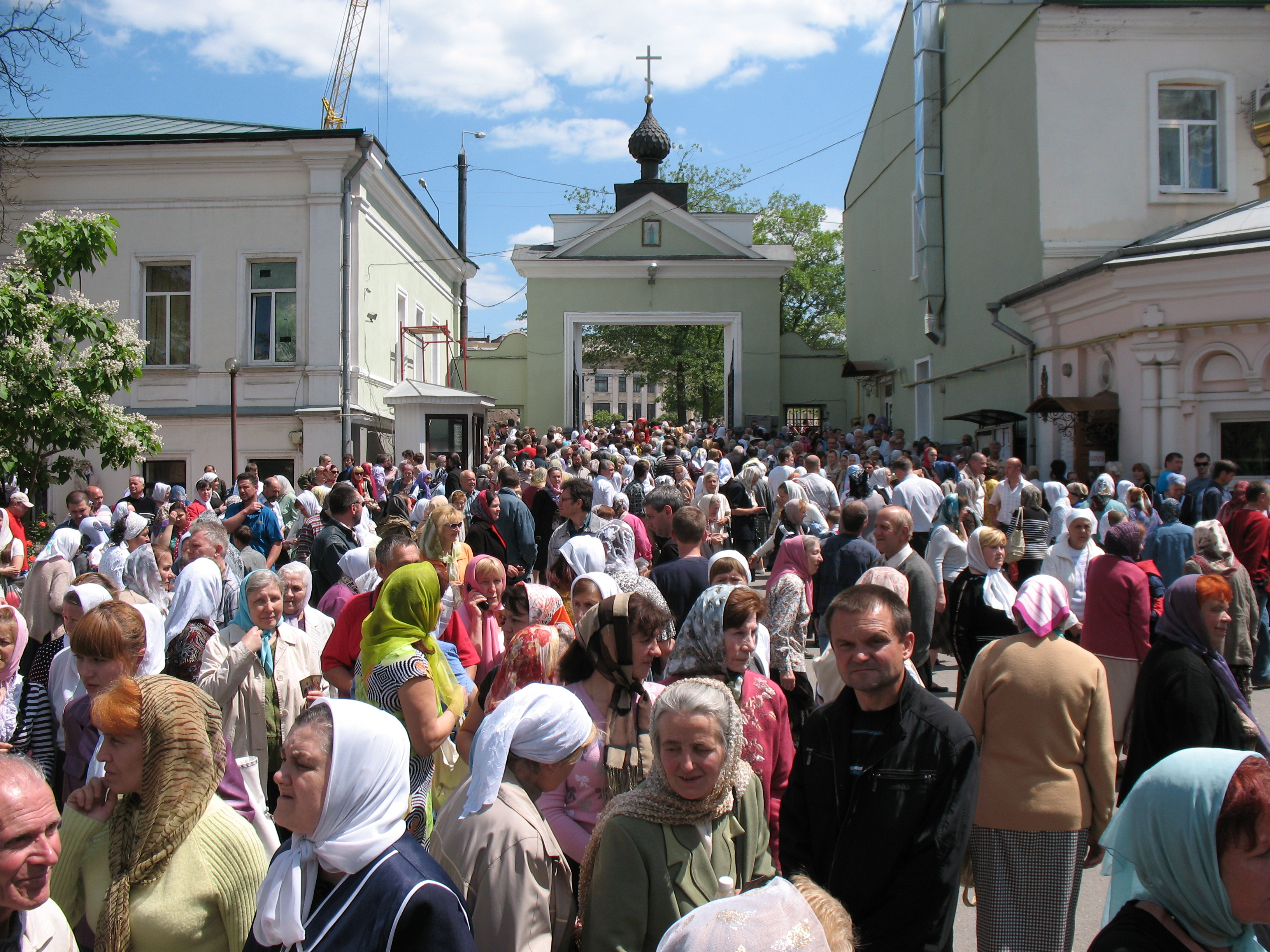
Православные миряне в монастыре.

15 января 1990 года властями было принято решение о возвращении церкви монастырских сооружений, а 8 апреля состоялось освящение и первая служба в Покровском соборе. Процесс передачи шёл постепенно и завершился к середине 1990-х годов.
27 мая 1992 года на территории монастыря прошёл Архиерейский Собор УПЦ, осудивший филаретовский раскол. На соборе архиереями был выбран новый митрополит УПЦ — Владимир (Сабодан).
К 2003 году была завершена реставрация Покровского Собора и Озерянской церкви, восстановлены пристройки XIX века. Перед Архиерейским домом, служащим резиденцией Митрополита Харьковского и Богодуховского и зданием Епархиального управления, установлены памятные знаки 2000-летию Рождества Христова (памятник Иисусу Христу) и 200-летию Харьковской епархии.

## Храмы монастыря

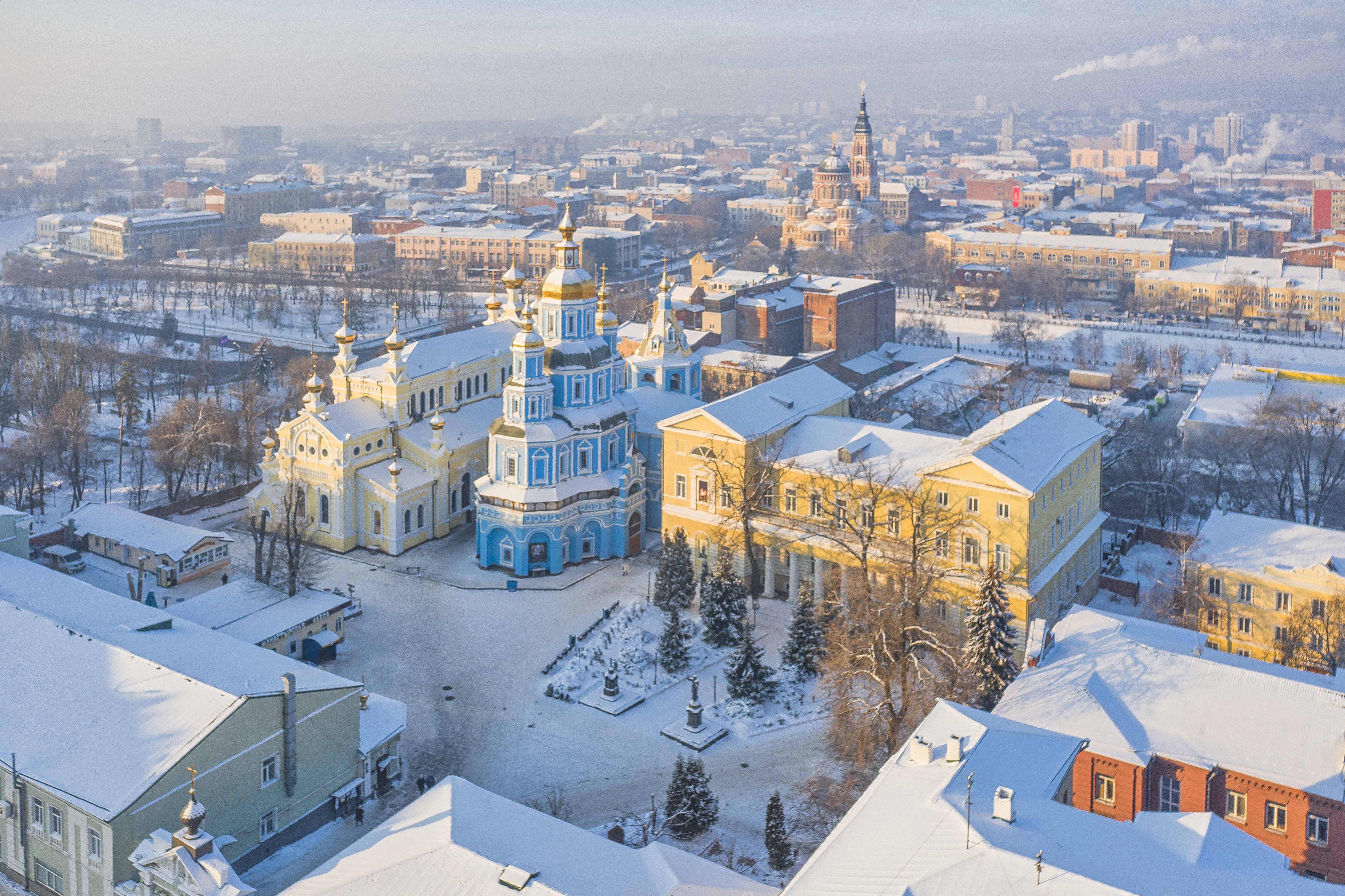
Вид с воздуха на монастырь.
В центре снимка, слева направо:
Озерянская церковь,
Покровский собор,
Архиерейский дом

В настоящий момент в монастыре находятся следующие шесть православных храмов, расположенные в четырёх зданиях:
- Крестовоздвиженский, расположен на 1 этаже Покровского собора (1689 год постройки);
- Покрова Пресвятой Богородицы, расположен на 2 этаже Покровского собора, с 1799 (момента образования Слободской епархии) до 1846 года — кафедральный собор;[4]
- Озерянский, расположен на 1 этаже Озерянской церкви (1896 год);
- Трёхсвятительский, нижний придел Озерянской церкви (в подвале, семинарский, 2004 год);
- Иоанна Богослова — домовая церковь (1999 год) митрополита Харьковского, расположена в Архиерейском доме (1826 год);
- Николая Мирликийского — трапезная монастырская церковь, расположена в корпусе торговых лавок монастыря (1871 год).

Общественные богослужения проводятся в Крестовоздвиженском храме по будним дням и в Озерянском — перед и по праздничным и воскресным дням.

## Наместники
- Варлаам Миславский, архимандрит (1777)
- Виталий (Жуков), архимандрит (1992—2000)
- Севастиан (Щербаков), архимандрит (2000—сентябрь 2003)
- Онуфрий (Лёгкий), епископ (2003—2012)
- Нестор (Петренко), архимандрит (с 25 августа 2012)

## Издания монастыря
- Покровский вестник (журнал). Периодичность раз в месяц, формат А4, 32 стр., на 01.2013 г. изданы 57 номеров.